# Ermitas Fernández
Ermitas Fernández Fernández (1945 en Castroverde) es una maestra, pedagoga y profesora española.

## Trayectoria
Durante su etapa estudiantil, incluyendo la época en la que estuvo estudiando Magisterio en Lugo, Ermitas Fernández comenta que las clases la aborrecían y no fomentaban ningún tipo de motivación en ella. Cuando acabó los estudios, su primer destino como maestra fue un colegio en Vilarbuxán (Bóveda).
En 1968 fue a trabajar a una escuela unitaria de Maderne (A Fonsagrada), en la provincia de Lugo,  en la que pasó nueve años de su vida. Es en este centro donde despertó su verdadera vocación, y en él impartió clase a 52 niños de edades diferentes en una misma aula. Durante ese tiempo conoció a varios maestros de la Acción Católica, con unos fuertes ideales innovadores, influyendo sobre su pensamiento pedagógico. De esta manera, Ermitas comienza a transformar su  clase en un espacio en el que prima la libertad, empleando fundamentalmente la conversación y el diálogo.
En 1977, formó parte del arranque del programa Preescolar en Casa (gallego: Preescolar na Casa), con el que recorre toda Galicia. Durante los años 80 y 90 participó en abundantes encuentros e intercambios con proyectos educativos, relacionados con la infancia, la familia y el medio rural, a nivel nacional e internacional (fundamentalmente en América Latina y la Unión Europea).
En 2001 se constituyó la Fundación Preescolar en Casa, en la que Ermitas asume el cargo de directora ejecutiva. Actualmente participa en el programa AMIE (Actores Medio Rural Infancia). Bien conocida por esta labor, es la única de las tres importantes pedagogas gallegas ―María Barbeito, Antonia de la Torre y Ermitas Fernández― que continúa activa. Ahora, defiende que la educación del ser humano no debe empezar en el momento en el que este nace sino con anterioridad, y resalta también la importancia de educar a los futuros padres y madres para que puedan tomar conciencia de lo que supone tener un/a hijo/a.
Formó parte de las treinta docentes más innovadoras de la escuela española durante la Segunda República y la etapa del franquismo, hasta los primeros años del siglo XXI, apareciendo en el año 2004 en la revista Cuadernos de Pedagogía.

## Preescolar en casa
Preescolar en casa nació en 1977 con el objetivo de poder educar como es debido a los niños y a las niñas de 0 a 6 años dispersas por el medio rural de Galicia; los cuales no tenían acceso a la educación inicial.
La idea que sustenta este programa es principalmente que la educación es algo fundamental para el desenvolvimiento de cualquiera persona, así como para el avance de la sociedad. Además, esta propuesta apuesta firmemente por la evidencia de que la familia es protagonista en la labor de educar a los hijos y a las hijas. Así, partiendo de la necesidad de que las familias descubran la importancia de darle una educación adecuada a los niños y niñas de la casa, con este método se pretendía también ayudar a los padres y madres del medio rural gallego a adquirir conocimientos, habilidades y a configurar un pensamiento para así poder encaminar correctamente a sus hijos e hijas. Ermitas Fernández estaba convencida de que es en la familia donde los aprendizajes son más significativos. Pues a partir de la familia adquirimos unos determinados valores como el respeto y la humildad y a partir de la familia construimos nuestra propia personalidad. Pensamos que é importante que as familias reflexionen sobre os valores e como deben comportarse, dice Ermitas Fernández. Los padres y las madres tienen un papel irrenunciable en la educación de sus hijos e hijas, no pueden renunciar al papel de primeros/as educadores/as capaces de flexibilizar sus pautas de conducta y capaces de mejorar sus competencias.
Así mismo, el fin que mueve a Ermitas con esta iniciativa es compensar las desigualdades; acabar con la discriminación que existe en el rural a nivel educativo. Ella piensa que es necesario conseguir la igualdad de oportunidades para todos/as los niños y niñas, independientemente de donde nazcan.